# Willowdale (Oregon)
Willowdale az Amerikai Egyesült Államok északnyugati részén, Oregon állam Jefferson megyéjében elhelyezkedő önkormányzat nélküli település.